# Har Malkija
Har Malkija (hebrejsky: הר מלכיה) je vrch o nadmořské výšce 702 metrů v Izraeli, v Horní Galileji.
Nachází se cca 1 kilometr severně od vesnice Malkija. Má podobu nevelkého pahorku, který vystupuje jen několik desítek metrů nad okolní krajinu. Na svazích vrchu se nacházejí zbytky arabské vesnice al-Malkija, která tu stála do roku 1948, kdy byla během války za nezávislost dobyta izraelskými jednotkami a její obyvatelé uprchli. Jižním, severním i západním směrem se terén svažuje pozvolna, zatímco na východní straně spadá poměrně prudce podél severojižního zlomu do údolí údolí Bik'at Kedeš, které je s nadmořskou výškou okolo 400 metrů mezistupněm mezi hornatinou na izraelsko-libanonském pomezí a Chulským údolím.